# Attilio Venosta
Attilio Venosta (Sondrio, 1896 – Bologna, ...) è stato un carabiniere italiano.

## Biografia
Comandante dei carabinieri del XVIII Corpo d'Armata, dopo l'armistizio assieme ad Luigi Venerandi formò a Spalato il battaglione Carabinieri Garibaldi, comprendente circa 200 carabinieri e 150 altri militari. Nell'ottobre del 1943 fu inquadrato nell'Esercito Popolare di Liberazione della Jugoslavia. Fu il primo reparto italiano a combattere i nazisti con formazioni inserite all'interno di un esercito straniero. Per questo dopo la guerra fu nominato Cavaliere dell'Ordine militare d'Italia.